# Straight Through My Heart
Straight Through My Heart è un brano dei Backstreet Boys, estratto come primo singolo dal loro settimo album This Is Us. Il singolo fu ufficialmente trasmesso per la prima volta il 23 luglio 2009 sul sito della band e in première nelle radio il 28 luglio 2009. Su iTunes uscì il 19 agosto 2009 nei principali paesi d'Europa, mentre nel Regno Unito e negli Stati Uniti, rispettivamente, il 28 e 29 settembre 2009. Il brano è stato certificato disco di Platino in Giappone.

## Video
Il video musicale per Straight Through My Heart fu girato tra il 7 e l'8 agosto 2009 a Los Angeles e diretto da Kai Regan. L'introduzione dice: " I Day Walkers: un gruppo che si unisce per proteggere i mortali innocenti o Kans da the Gentry: i vampiri che cacciano le prede nei bar e nei club notturni. A volte, questi cacciatori diventano le prede." Ha inizio la canzone; una ragazza-vampiro si dirige in moto verso un club notturno e vi entra per cacciare le sue prede, mentre i Backstreet Boys cominciano a cantare su un palco davanti al pubblico. Nick si accorge che il vampiro ha ottenuto una vittima e dopo che dell'acqua santa cade dal soffitto sulla folla, riesce a prendere il vampiro in fuga e lo porta in un'altra stanza insieme a Brian, Howie ed AJ. I quattro cantanti chiudono la porta e buttano fuori il vampiro alla luce del sole, eliminandolo. Dopo aver eliminato il vampiro, alla fine della canzone, i Backstreet Boys camminano all'aperto, rivelando denti da vampiro e occhi rossi. Il video fu rilasciato su Internet il 27 agosto 2009.

## Tracklist
- CD Single[7]

1. "Straight Through My Heart" (Main Version) — 3:28
2. "Straight Through My Heart" (Instrumental) — 3:28

- UK CD Single[8]

1. "Straight Through My Heart" (Main Version) — 3:28
2. "Straight Through My Heart" (Dave Audé Radio Edit) — 3:53

## Classifiche

### Classifiche settimanali
| Classifica (2009)                            | Posizione più alta |
| -------------------------------------------- | ------------------ |
| Australia (ARIA)                             | 54                 |
| Austria Singles Top 75                       | 45                 |
| Belgio (Ultratop 50)                         | 18                 |
| Canada (Billboard Canadian Hot 100)          | 19                 |
| Corea del Sud (Gaon Charts)                  | 4                  |
| Eurochart Hot 100 Singles}                   | 53                 |
| Germania Singles Top 100                     | 22                 |
| Giappone (Billboard Japan Hot 100)           | 3                  |
| Italia (FIMI)                                | 37                 |
| Regno Unito (Official Charts Company)        | 72                 |
| Scozia (Official Charts Company)             | 3                  |
| Slovachia Airplay Chart                      | 22                 |
| Stati Uniti Billboard Bubbling Under Hot 100 | 6                  |
| Stati Uniti Billboard Hot Dance Club Songs   | 18                 |
| Svezia Singles Top 60                        | 10                 |
| Svizzera Singles Top 75                      | 30                 |
| Taiwan (Taiwan Top 10)                       | 1                  |
| Ungheria Airplay Chart                       | 29                 |

### Classifiche di fine anno e Certificazioni
| Classifica (2009)                            | Posizione | Certificazione |
| -------------------------------------------- | --------- | -------------- |
| Giappone (Billboard Billboard Japan Hot 100) | 19        | Platino        |

## Date di distribuzione
| Paese         | Formato           | Data di distribuzione | Etichetta    |
| ------------- | ----------------- | --------------------- | ------------ |
| Canada        | Airplay           | 28 luglio 2009        | Jive Records |
| Stati Uniti   | Airplay           | 28 luglio 2009        | Jive Records |
| Canada        | Download digitale | 27 agosto 2009        | Jive Records |
| Stati Uniti   | Download digitale | 27 agosto 2009        | Jive Records |
| Austria       | Download digitale | 27 agosto 2009        | Sony Music   |
| Belgio        | Download digitale | 27 agosto 2009        | Sony Music   |
| Italia        | Download digitale | 27 agosto 2009        | Sony Music   |
| Corea del Sud | Download digitale | 27 agosto 2009        | Sony Music   |
| Giappone      | Download digitale | 27 agosto 2009        | Sony Music   |
| Lussemburgo   | Download digitale | 27 agosto 2009        | Sony Music   |
| Paesi Bassi   | Download digitale | 27 agosto 2009        | Sony Music   |
| Regno Unito   | CD Singolo        | 28 settembre 2009     | RCA Records  |
| Canada/USA    | CD Singolo        | 29 settembre 2009     | Jive Records |